# Bactromyiella ficta
Bactromyiella ficta là một loài ruồi trong họ Tachinidae.